# Pseudandriasa erubescens
Pseudandriasa erubescens är en fjärilsart som beskrevs av Walker 1862. Pseudandriasa erubescens ingår i släktet Pseudandriasa och familjen svärmare. Inga underarter finns listade i Catalogue of Life.